# Prémio José Craveirinha de Literatura
Der Prémio José Craveirinha de Literatura ist ein Literaturpreis, der seit 2003 jährlich vom mosambikanischen Schriftstellerverband Associação dos Escritores Moçambicanos und der Betreiberfirma der Cahora-Bassa-Talsperre Hidroeléctrica da Cahora Bassa vergeben wird. Der Preis trägt den Namen eines der bedeutendsten mosambikanischen Schriftsteller, José Craveirinha (1922–2003). 
Von 2003 bis 2007 wurde mit dem Preis das beste mosambikanische Buch des Jahres ausgezeichnet. Seit 2009 wird der Preis für die Karriere eines mosambikanischen Schriftstellers, Dichters oder Essayisten verliehen, der mit seinem Werk die literarische Kunst und Kultur Mosambiks maßgeblich bereichert hat. Nach Ansicht der Jury sollte der Preisträger mindestens zwei literarische Werke in Form von Lyrik oder Prosa oder zwei Bücher mit Essays über Literatur veröffentlicht haben (innerhalb eines Jahrzehnt), und sich öffentlich zu Gunsten von Literatur im Allgemeinen engagiert haben.
Das Preisgeld in Höhe von 25.000 US-Dollar wird von Hidroeléctrica da Cahora Bassa gestiftet.

## Preisträger
| Jahr                 | Autor                           | Werk                                  |
| -------------------- | ------------------------------- | ------------------------------------- |
| 2003                 | Paulina Chiziane                | Niketche. Uma História de Poligamia   |
| 2004                 | Eduardo White und Armando Artur | Vinte e Quatro Poemas, de Malangatana |
| 2005                 | João Paulo Borges Coelho        | As visitas do Dr. Valdez              |
| 2006                 | João Paulo Borges Coelho        | Crónica da Rua 513.2                  |
| 2007                 | Ungulani Ba Ka Khosa            | Os sobreviventes da noite             |
| 2009                 | Aldino Muianga                  | Contravenção                          |
| 2011                 | Calane da Silva                 |                                       |
| 2012                 | Lília Momplé                    |                                       |
| 2014                 | Luís Bernardo Honwana           |                                       |
| 2016                 | Fátima Mendonça                 |                                       |
| 2018                 | Ungulani Ba Ka Khosa            |                                       |
| 2020 (2021 vergeben) | Armando Artur                   |                                       |
| 2022                 | Mia Couto                       |                                       |
| 2023                 | Marcelo Panguana                |                                       |